# Juan Carlos I (L-61)
«Хуан Карлос I» (ісп. Juan Carlos I)  — легкий багатоцільовий авіаносець і універсальний десантний корабель. Бортовий номер: L61. Корабель здатен нести до 30 літальних апаратів (бойових літаків McDonnell Douglas AV-8B Harrier II, вертольотів Boeing CH-47 Chinook, Ен-ейч-і NH-90 або Сікорскі S-61 «Сі кінг») і десант чисельністю до батальйону.

## Будівництво
Проект «корабля стратегічної демонстрації сили» (buque de proyección estratégica), а саме таку класифікацію він отримав на етапі проектування, який був затверджений у вересні 2003. Будівництво розпочалось у травні 2005. Спуск на воду відбувся 22 вересня 2009, а 30 вересня корабель було введено в експлуатацію. Будівництво коштувало 462 млн євро.

## Озброєння
«Хуан Карлос I» має польотну палубу довжиною 202 м з «трампліном» у носовій частині. На палубі є вісім злітно-посадкових місць для літаків Макдоннел Дуглас AV-8B «Харрієр» II або середніх вертольотів Ен-ейч-і NH-90 і Сікорскі S-61 «Сі кінг», чотири місця для важких траспортних вертольотів Боінг CH-47 «Чінук» і одне для конвертоплана Bell Boeing V-22 Osprey. Авіаносець може нести або 30 вертольотів, або 10-12 AV-8B «Харійєр» II і 10-12 вертольотів.
Багатоцільовий гараж і ангар на двох палубах мають загальну площу 6 000 кв.м; на кожній палубі може розміститися до 6 000 т вантажу. На кормі є місце для чотирьох танко-десантних катерів LCM-1E або для одного десантного корабля на повітряній подушці LCAC і кількох штурмових амфібійних машин AAV-P7.